# 1422
Rok 1422 (MCDXXII) gregoriánského kalendáře začal v úterý 1. ledna a skončil v úterý 31. prosince. Dle židovského kalendáře nastal přelom roků 5182 a 5183, dle islámského kalendáře 843 a 844.

## Události
- 8. ledna – Husité pod vedením Jana Žižky z Trocnova poráží v bitvě u Habrů poblíž Německého Brodu vojsko katolické šlechty v čele s císařem Zikmundem Lucemburským. O dva dny později obsadili Německý Brod a povraždili jeho obyvatele.
- 9. března – Na Staroměstské radnici v Praze byl popraven kněz Jan Želivský

### Probíhající události
- 1405–1433: Plavby Čeng Chea
- 1406–1428: Čínsko-vietnamská válka
- 1419–1434: Husitské války
- 1421–1422: Druhá křížová výprava proti husitům

## Narození
- ? – Hund Şehzade, osmanská princezna († červenec 1455)
- ? – Mircea II., valašský kníže († 12. prosince 1446)
- ? – Federico da Montefeltro, vévoda urbinský († 10. září 1482)

## Úmrtí
- 9. března – Jan Želivský, husitský kněz (* 1380)
- květen – Mustafa Çelebi, syn osmanského sultána Bajezida II. (* 1380)
- 31. srpna – Jindřich V. Plantagenet, anglický král (* 9. srpna nebo 16. září, 1386 nebo 1387)
- 21. října – Karel VI. Francouzský, francouzský král z dynastie Valois (* 3. prosince 1368)
- ? – Küçük Mustafa, syn osmanského sultána Mehmeda I. (* asi 1409)

## Hlavy států
- České království – bezvládí
- Svatá říše římská – Zikmund Lucemburský
- Papež – Martin V.
- Anglické království – Jindřich V. – Jindřich VI.
- Francouzské království – Karel VI. Šílený – Karel VII. Vítězný
- Polské království – Vladislav II. Jagello
- Uherské království – Zikmund Lucemburský
- Byzantská říše – Manuel II. Palaiologos
- Saské kurfiřtství – Albrecht III.